# E-Bow the Letter
«E-Bow the Letter» és el trenta-unè senzill de la banda estatunidenca R.E.M., el primer extret de l'àlbum New Adventures in Hi-Fi, el 19 d'agost de 1996 per Warner Bros. Records. La cançó està dedicada en memòria de l'actor i músic River Phoenix, amic personal de Stipe que va morir l'any 1993 a causa d'una sobredosi d'opioides.

## Producció
El títol es refereix a un EBow (electronic bow) i també a una carta mai enviada per Michael Stipe cap al seu amic íntim River Phoenix. Un Ebow és un dispositiu electromagnètic de mà que s'utilitza per tocar la guitarra o baix elèctric fent vibrar les cordes enlloc de pinçar-les amb els dits o pues, i que permet generar gran varietat de sons i efectes sonors. Aquest dispositiu és present en la cançó, en el videoclip i també en les actuacions en directe per part de Peter Buck. Pel que fa a Phoenix, durant l'any 1993 va patir diverses problemes de salut per un ús excessiu de drogues, i com a conseqüència, va morir per sobredosi de cocaïna i heroïna el 31 d'octubre d'aquest any.
Van comptar amb la col·laboració de la cantant i compositora estatunidenca Patti Smith per les veus addicionals. Tan Michael Stipe com Peter Buck sempre van citar a Smith com una de les seves influències més destacades. Posteriorment també van comptar amb Smith per la cançó «Blue», que va tancar el seu darrer àlbum d'estudi abans de separar-se, Collapse into Now (2011).
El mateix mes del llançament del senzill, R.E.M. va signar un nou contracte amb la discogràfica Warner Bros. Records per cinc anys.
Malgrat que la cançó va aconseguir el seu millor resultat fins al moment en la llista britànica de senzills, amb la quarta posició, al seu país no va passar de la 49è lloc. De fet, al Regne Unit va aconseguir el seu millor resultat fins al moment i també va estar entre les deu millors cançons de diverses llistes d'altres països europeus com Irlanda, Noruega o Finlàndia. Els mitjans especialitzats van rebre molt positivament la cançó malgrat que van criticar la seva elecció com a primer senzill de l'àlbum pel seu contingut introspectiu i pessimista.
El cineasta estatunidenc Jem Cohen va dirigir el videoclip de la cançó que barreja clips i fotografies de Los Angeles amb altres escenes de la banda interpretant la cançó en una habitació il·luminada. En un moment del videoclip es pot veure Peter Buck utilitzant un EBow i en altres escenes hi apareix Patti Smith a Praga.

## Llista de cançons
Totes les cançons foren escrites i compostes per Bill Berry, Michael Stipe, Peter Buck i Mike Mills. 
| 1.            | «E-Bow the Letter» (Seattle studio)  | 5:22 |
| 2.            | «Tricycle» (prova de so a St. Louis) | 1:58 |
| Durada total: | Durada total:                        | 7:20 |

| 1.            | «E-Bow the Letter» (Seattle studio)                | 5:22  |
| 2.            | «Tricycle» (prova de so a St. Louis)               | 1:58  |
| 3.            | «Departure» (prova de so a Roma)                   | 3:35  |
| 4.            | «Wall of Death» (Athens studio) (Richard Thompson) | 3:07  |
| Durada total: | Durada total:                                      | 14:02 |

## Crèdits
R.E.M.
- Michael Stipe – cantant
- Peter Buck – guitarra, sitar elèctric
- Mike Mills – baix, órgan, mellotron, sintetitzador Moog
- Bill Berry – bateria, percussió

Personal addicional
- R.E.M. – producció
- Patti Smith – cantant
- Scott Litt – producció, mescles